# Peter Chol
Peter Daniel Chol Bentiu (ur. 23 października 1994 w Malakal) – południowosudański piłkarz grający na pozycji pomocnika w klubie Al-Merreikh Dżuba.

## Kariera klubowa

### Huria Dżuba
Chol grał w Huria Dżuba w latach 2015–2016.

### Kator FC
Chol występował w Kator FC w sezonie 2017 (zdobył wtedy z nimi wicemistrzostwo kraju) oraz w latach 2018–2022.

### Adama City FC
W sezonie 2017/2018 Chol reprezentował barwy Adama City FC zdobywając z nimi 5 miejsce w lidze.

### Al-Nasr Omdurman
Chol grał dla Al-Nasr Omdurman w sezonie 2022/2023.

### Al-Merreikh Dżuba
Chol trafił do Al-Merreikh Dżuba 1 lipca 2023.

## Kariera reprezentacyjna
| Mecze i gole w reprezentacji | Mecze i gole w reprezentacji | Mecze i gole w reprezentacji | Mecze i gole w reprezentacji      | Mecze i gole w reprezentacji | Mecze i gole w reprezentacji | Mecze i gole w reprezentacji | Mecze i gole w reprezentacji              |
| Sudan Południowy             | Sudan Południowy             | Sudan Południowy             | Sudan Południowy                  | Sudan Południowy             | Sudan Południowy             | Sudan Południowy             | Sudan Południowy                          |
| Lp.                          | Data                         | Miejsce                      | Gospodarz                         | Gość                         | Wynik                        | Gol                          | Rozgrywki                                 |
| ---------------------------- | ---------------------------- | ---------------------------- | --------------------------------- | ---------------------------- | ---------------------------- | ---------------------------- | ----------------------------------------- |
| 1.                           | 05.09.2015                   | Dżuba                        | Sudan Południowy                  | Gwinea Równikowa             | 1:0                          | Gol                          | Puchar Narodów Afryki 2017 – kwalifikacje |
| 2.                           | 22.04.2017                   | Dżibuti                      | Somalia                           | Sudan Południowy             | 1:2                          |                              | Mistrzostwa Narodów Afryki 2018           |
| 3.                           | 30.04.2017                   | Dżuba                        | Sudan Południowy                  | Somalia                      | 2:0                          |                              | Mistrzostwa Narodów Afryki 2018           |
| 4.                           | 10.06.2017                   | Bużumbura                    | Burundi                           | Sudan Południowy             | 3:0                          |                              | Puchar Narodów Afryki 2019 – kwalifikacje |
| 5.                           | 14.07.2017                   | Dżuba                        | Sudan Południowy                  | Uganda                       | 0:0                          |                              | Mistrzostwa Narodów Afryki 2018           |
| 6.                           | 22.07.2017                   | Kampala                      | Uganda                            | Sudan Południowy             | 5:1                          |                              | Mistrzostwa Narodów Afryki 2018           |
| 7.                           | 05.12.2017                   | Kakamega                     | Etiopia                           | Sudan Południowy             | 3:0                          |                              | Puchar CECAFA 2017                        |
| 8.                           | 08.12.2017                   | Kakamega                     | Uganda                            | Sudan Południowy             | 5:1                          |                              | Puchar CECAFA 2017                        |
| 9.                           | 11.12.2017                   | Kakamega                     | Sudan Południowy                  | Burundi                      | 0:0                          |                              | Puchar CECAFA 2017                        |
| 10.                          | 09.09.2018                   | Dżuba                        | Sudan Południowy                  | Mali                         | 0:3                          |                              | Puchar Narodów Afryki 2019 – kwalifikacje |
| 11.                          | 12.10.2018                   | Libreville                   | Gabon                             | Sudan Południowy             | 3:0                          |                              | Puchar Narodów Afryki 2019 – kwalifikacje |
| 12.                          | 16.10.2018                   | Dżuba                        | Sudan Południowy                  | Gabon                        | 0:1                          |                              | Puchar Narodów Afryki 2019 – kwalifikacje |
| 13.                          | 16.11.2018                   | Dżuba                        | Sudan Południowy                  | Burundi                      | 2:5                          |                              | Puchar Narodów Afryki 2019 – kwalifikacje |
| 14                           | 23.03.2019                   | Bamako                       | Mali                              | Sudan Południowy             | 3:0                          |                              | Puchar Narodów Afryki 2019 – kwalifikacje |
| 15.                          | 27.07.2019                   | Bużumbura                    | Burundi                           | Sudan Południowy             | 2:0                          |                              | Mistrzostwa Narodów Afryki 2020           |
| 16.                          | 04.08.2019                   | Kampala                      | Sudan Południowy                  | Burundi                      | 1:2                          |                              | Mistrzostwa Narodów Afryki 2020           |
| 17.                          | 08.09.2019                   | Malabo                       | Gwinea Równikowa                  | Sudan Południowy             | 1:0                          |                              | Mistrzostwa Świata 2022 – eliminacje      |
| 18.                          | 31.01.2022                   | Dubaj                        | Jordania                          | Sudan Południowy             | 2:1                          |                              | Mecz towarzyski                           |
| 19.                          | 23.03.2022                   | Aleksandria                  | Dżibuti                           | Sudan Południowy             | 2:4                          |                              | Puchar Narodów Afryki 2023 – kwalifikacje |
| 20.                          | 27.03.2022                   | Entebbe                      | Sudan Południowy                  | Dżibuti                      | 1:0                          | Gol                          | Puchar Narodów Afryki 2023 – kwalifikacje |
| 21.                          | 29.05.2022                   | Al-Muhammadijja              | Sudan Południowy                  | Sudan                        | 0:0                          |                              | Mecz towarzyski                           |
| 22.                          | 04.06.2022                   | Thiès                        | Gambia                            | Sudan Południowy             | 1:0                          |                              | Puchar Narodów Afryki 2023 – kwalifikacje |
| 23.                          | 09.06.2022                   | Entebbe                      | Sudan Południowy                  | Mali                         | 1:3                          |                              | Puchar Narodów Afryki 2023 – kwalifikacje |
| 24.                          | 22.07.2022                   | Dar es Salaam                | Etiopia                           | Sudan Południowy             | 0:0                          |                              | Mistrzostwa Narodów Afryki 2022           |
| 25.                          | 28.07.2022                   | Dar es Salaam                | Sudan Południowy                  | Etiopia                      | 0:5                          |                              | Mistrzostwa Narodów Afryki 2022           |
| 26.                          | 23.03.2023                   | Brazzaville                  | Kongo                             | Sudan Południowy             | 1:2                          | Gol                          | Puchar Narodów Afryki 2023 – kwalifikacje |
| 27.                          | 27.03.2023                   | Dar es Salaam                | Sudan Południowy                  | Kongo                        | 0:1                          |                              | Puchar Narodów Afryki 2023 – kwalifikacje |
| 28.                          | 14.06.2023                   | Ismailia                     | Sudan Południowy                  | Gambia                       | 2:3                          | Gol                          | Puchar Narodów Afryki 2023 – kwalifikacje |
| 29.                          | 18.06.2023                   | Kair                         | Egipt                             | Sudan Południowy             | 3:0                          |                              | Mecz towarzyski                           |
| 30.                          | 08.09.2023                   | Bamako                       | Mali                              | Sudan Południowy             | 4:0                          |                              | Puchar Narodów Afryki 2023 – kwalifikacje |
| 31.                          | 12.09.2023                   | Kisumu                       | Kenia                             | Sudan Południowy             | 0:1                          |                              | Mecz towarzyski                           |
| 32.                          | 18.11.2023                   | Diamniadio                   | Senegal                           | Sudan Południowy             | 4:0                          |                              | Mistrzostwa Świata 2026 – eliminacje      |
| 33.                          | 21.11.2023                   | Diamniadio                   | Sudan Południowy                  | Mauretania                   | 0:0                          |                              | Mistrzostwa Świata 2026 – eliminacje      |
| 34.                          | 22.03.2024                   | Barkan                       | Wyspy Świętego Tomasza i Książęca | Sudan Południowy             | 1:1                          |                              | Puchar Narodów Afryki 2025 – kwalifikacje |
| 35.                          | 05.06.2024                   | Lomé                         | Togo                              | Sudan Południowy             | 1:1                          |                              | Mistrzostwa Świata 2026 – eliminacje      |
| 36.                          | 11.06.2024                   | Dżuba                        | Sudan Południowy                  | Sudan                        | 0:3                          |                              | Mistrzostwa Świata 2026 – eliminacje      |
| 37.                          | 05.09.2024                   | Brazzaville                  | Kongo                             | Sudan Południowy             | 1:0                          |                              | Puchar Narodów Afryki 2025 – kwalifikacje |